# Wolf – Das Tier im Manne
Wolf – Das Tier im Manne (Originaltitel: Wolf) ist ein US-amerikanischer Horrorfilm aus dem Jahr 1994. Der Regisseur war Mike Nichols, das Drehbuch schrieben Jim Harrison und Wesley Strick. Die Hauptrollen spielten Michelle Pfeiffer, Jack Nicholson und James Spader.

## Handlung
Der Verlagsdirektor Will Randall wird nachts auf einer Landstraße von einem Wolf gebissen, den er versehentlich auf der Heimfahrt angefahren hat. 
Ein paar Tage später gibt Unternehmer Raymond Alden auf einer Party die Übernahme des Verlags bekannt. Der alternde Randall wird zum Lektor degradiert, und sein junger Kollege und Protegé Stewart Swinton bekommt seinen bisherigen Posten. Aldens eigenwillige Tochter Laura wird während der Party auf Randall aufmerksam. Randall verändert sich langsam, seine Sinne, vor allem sein Geruchssinn, werden ausgeprägter und seine Kräfte nehmen zu. Er vermutet eine Affäre zwischen seiner Frau Charlotte und Swinton, dessen Geruch er auf einmal an ihr wittern kann. Eines Nachts überrascht er die beiden in Swintons Wohnung und beißt seinem Rivalen wütend in die Hand,  ehe er seine Frau verlässt.
Nach einem längeren Gespräch mit Laura Alden erleidet Randall offenbar einen Schwächeanfall und darf in ihrem Gästehaus übernachten. Dort findet in der Nacht seine erste Verwandlung statt, er wacht auf und jagt ein Reh. Am Morgen findet sich Randall blutverschmiert am Ufer eines Baches wieder. Er besucht erst seinen Arzt und dann Dr. Alezais. Dieser gibt ihm ein Amulett, das Randall vor der vollständigen Verwandlung in einen Wolf schützen soll. 
In der nächsten Nacht verwandelt sich Randall aber erneut in einen Wolf. Er bricht in den Zoo ein und entkommt der Verhaftung durch zwei Polizisten mit einem Sprung über eine hohe Gehegemauer. Auf dem Rückweg wollen drei Diebe seine Brieftasche, aber Randall greift sie an und beißt einem von ihnen zwei Finger ab. Morgens wacht Randall in seinem Hotel auf und hat keine Erinnerung an das, was in der Nacht passiert ist.
Randall hat inzwischen eine Meuterei unter den Schriftstellern des Verlags organisiert. Sie drohen, den Verlag zu verlassen, wenn Randall nicht als Verlagsdirektor übernommen wird. Raymond Alden stimmt zu und stellt Randall zu besseren Konditionen wieder ein. Als erste Amtshandlung feuert Randall seinen Konkurrenten Swinton. Er folgt ihm in die Herrentoilette, uriniert dabei auf dessen Schuhe und sagt, er würde „sein Revier markieren“. Während Swinton wütend die Toilette verlässt, wäscht Randall sich die Hände. Dabei findet er die abgebissenen Finger des Diebes in seinem Taschentuch. Er kann nicht glauben, dass er jemanden verletzt hat, und kehrt in sein Hotel zurück. In seinem Zimmer legt er das Amulett um und fesselt sich mit Handschellen an einen Heizkörper. Laura besucht ihn und kann ihm scheinbar seine Angst nehmen. Sie verbringen die Nacht miteinander, aber Randall verlässt später unbemerkt das Hotelzimmer und streift als Wolf durch den Central Park. Am nächsten Morgen im Hotel teilt Detective Bridger den beiden mit, dass Charlotte tot im Central Park aufgefunden wurde. Inzwischen spinnt Swinton seine Intrigen weiter und versucht Raymond Alden zu beeinflussen. 
Laura bringt Randall am Abend zu ihrem Gästehaus. Dort sperrt sie ihn auf seinen Wunsch mit dem Amulett in eine Pferdebox und fährt dann zum Polizeirevier, um bei Detective Bridger eine Aussage zu machen. Sie trifft dort unvermutet auf Swinton, der sich äußerst seltsam benimmt und plötzlich goldfarbene Augen hat. Swinton wird von Detective Bridger in sein Büro gerufen, Laura nutzt die Gelegenheit und flüchtet aus dem Polizeirevier. Während der Rückfahrt zum Anwesen der Familie Alden plant sie ihre und Randalls Flucht. Swinton ist ihr aber gefolgt. Er verwandelt sich immer mehr in einen Wolf, dringt in den Park des Anwesens ein und tötet dabei zwei Angestellte. Im Pferdestall treffen Randall, Laura und Swinton aufeinander. Als Swinton versucht, Laura zu vergewaltigen, wirft Randall das Amulett fort und verwandelt sich wieder in einen Wolf. Er greift Swinton an und sie kämpfen rücksichtslos gegeneinander. 
Swinton wird von Laura erschossen, Randall flüchtet in den Wald und transformiert dort endgültig zu einem Wolf. Kurz darauf erfährt Laura von Detektive Bridger, dass Swinton zwei Angestellte auf ihrem Anwesen und vorher Randalls Frau getötet hat. Laura verblüfft den Detective, indem sie durch ihren Geruchssinn herausfindet, was dieser vor Stunden getrunken hat. Der Film endet mit dem Blick auf die Wolfsaugen von Randall, der bereits vollständig verwandelt ist und einem Großbild von Lauras Augen, die nun ebenfalls wie die Augen eines Wolfes wirken.

## Kritiken
Einige Kritiker sahen in dem Film eine Satire auf die Verhältnisse in den US-Unternehmen in den 1990er Jahren. Der Handlung wurden einige Schwächen bescheinigt, die Darstellung von Jack Nicholson wurde gelobt.
James Berardinelli würdigte auf ReelViews die „glaubwürdige“ („believable“) Darstellung von Jack Nicholson sowie die Darstellungen von Michelle Pfeiffer, James Spader, Kate Nelligan, Richard Jenkins, Eileen Atkins und Christopher Plummer. Die zweite Filmhälfte fand er „enttäuschend“.
Das Lexikon des internationalen Films urteilte: „Ein ironisch-resignativer Kommentar zum Managertum der 90er Jahre, der die allmähliche Wandlung des (bei einem Unfall von einem Wolf gebissenen) Redakteurs an genrebekannten Motiven des Horrorfilms versinnbildlicht. Nicht ganz überzeugend, aber unkonventionell und schauspielerisch wie stilistisch auf beachtlichem Niveau.“

## Auszeichnungen
Die Drehbuchautoren Jim Harrison und Wesley Strick gewannen den Filmpreis Saturn Award. Jack Nicholson, Michelle Pfeiffer und James Spader wurden für ihre Rollen für den Saturn Award nominiert, weitere Nominierungen gab es in den Kategorien Bester Horrorfilm und Bestes Make-up.
Ennio Morricone wurde für die Filmmusik für den Grammy Award nominiert und gewann den American Society of Composers, Authors and Publishers Award.

## Hintergründe
Die öffentliche Parkanlage Old Westbury Gardens auf Long Island, New York, diente im Film als Herrenhaus und Park der Familie Alden. Im Bradbury Building wurden Szenen gedreht, die im Verlagshaus spielen.